# P-6-Klasse
P-6-Klasse war die spätere NATO-Bezeichnung des Projekts 183. Sie war eine Klasse von Torpedobooten aus sowjetischer Produktion, die kurz nach dem Zweiten Weltkrieg entwickelt und in großer Stückzahl gebaut wurde.

## Entwicklung
1947 begannen die Planungen eines modernen Torpedoschnellbootes für die sowjetische Marine. Die Entwicklung stützte sich dabei auf Erfahrungen aus dem Zweiten Weltkrieg. Insbesondere Erfahrungen mit den im Rahmen des Leih- und Pachtgesetzes gelieferten britischen MTB´s und US-amerikanischen PT-Boats von Vosper, Elco und Higgins fanden Eingang in die Konstruktion, deren Planung 1949 abgeschlossen waren.

## Technik

### Rumpf und Antrieb

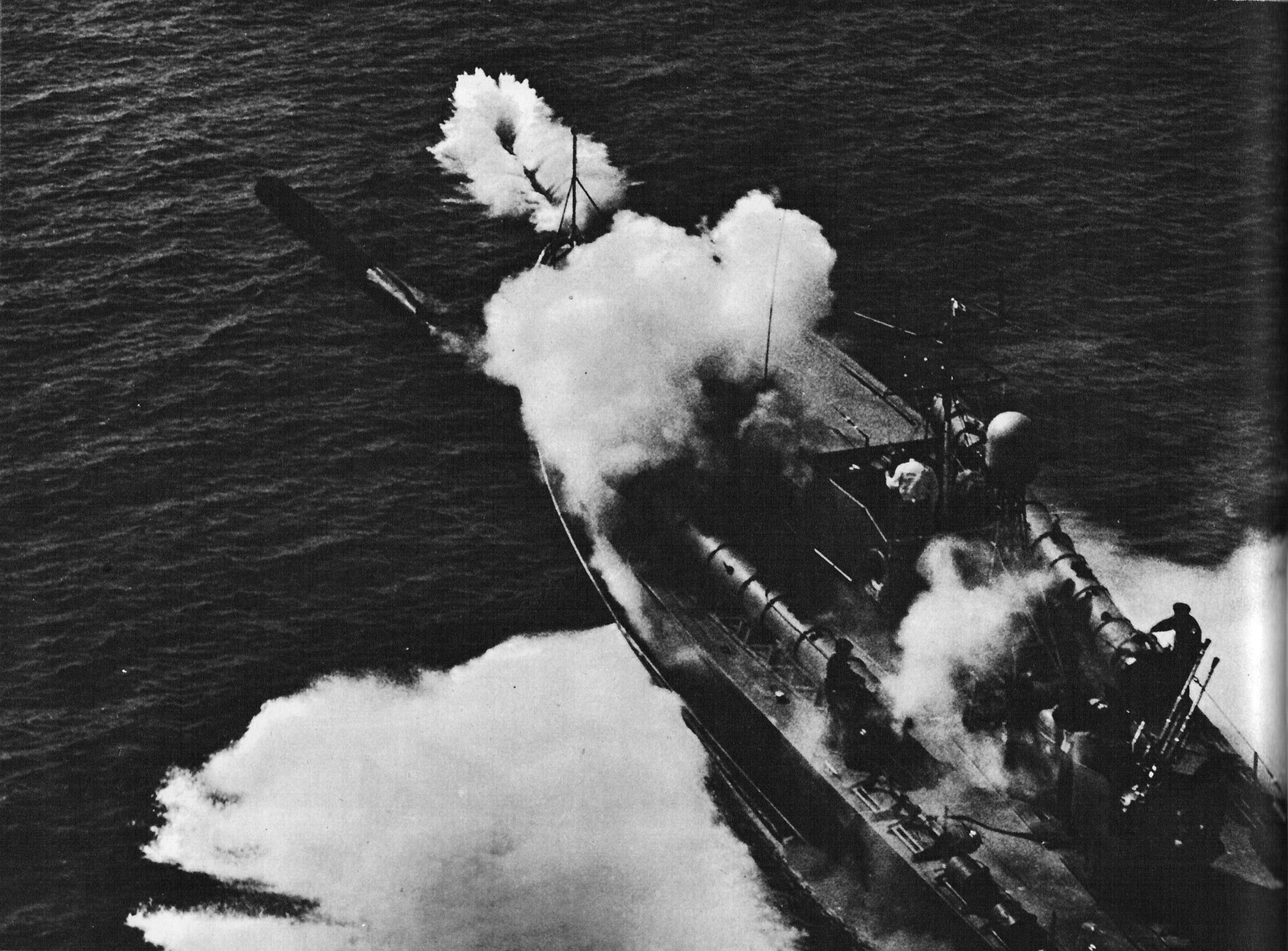
P-6 Boot beim Torpedoschuss. Der Steuerbord-Torpedo taucht gerade ins Wasser, während der an Backbord abgesetzte gerade das Rohr verlassen hat.

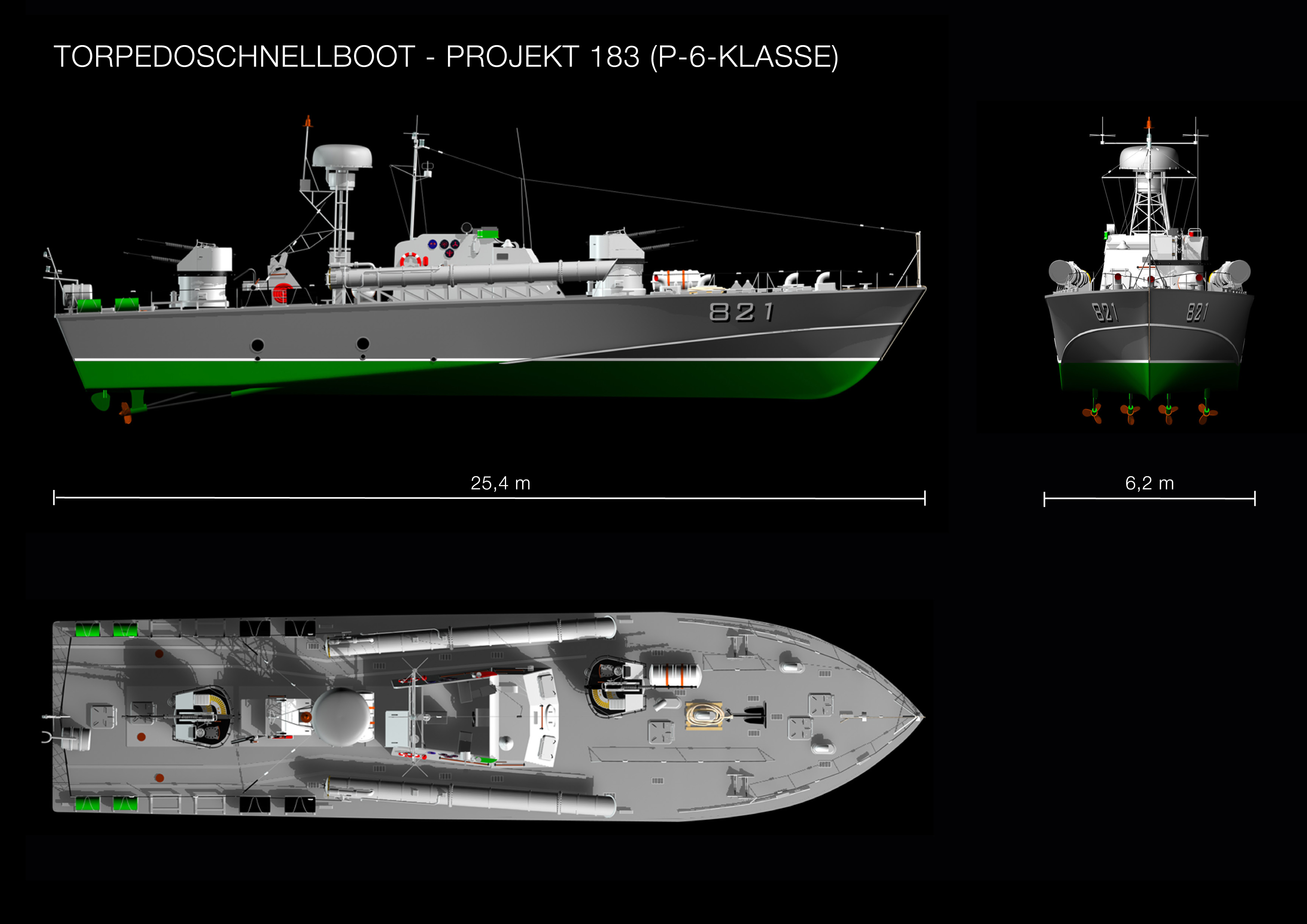
Zeichnung von Projekt 183. Hier ist der Versatz des 2-M3-Geschützturms auf der Back nach Backbord deutlich zu sehen.

Die 25,5 m langen und 6,18 m breiten Boote hatten einen Holzrumpf, der mit zwei Lagen Brettern diagonal beplankt war. Nur die kleine Brücke war zum Schutz der Mannschaft mit 7 mm starken Metallplatten umschlossen. Als Antrieb dienten vier Schiffsdieselmotoren vom Typ M-50F. Später kam bei Versuchsbooten auch ein CODAG-Antrieb zum Einsatz.

### Bewaffnung
Hauptbewaffnung der Boote waren zwei 533-mm-Torpedorohre, die mit 3° Winkel zur Mittellinie fest eingebaut waren. Es wurde also mit dem ganzen Boot gezielt. Zur Luftabwehr dienten je ein doppelläufiges 25-mm-Geschütz vom Typ 2M-3 auf der Back und eines auf dem Achterschiff. Das Buggeschütz stand dabei nicht über dem Kiel, sondern war nach Backbord versetzt.
Zusätzlich konnte das Boot wahlweise acht Wasserbomben vom Typ BB-1, sechs Seeminen vom Typ KB-3 oder acht Seeminen vom Typ AMD-500 (18 anstelle der Torpedos) mitführen. Versionen mit vier Torpedorohren oder Anti-Schiff-Lenkwaffen wurden ebenso hergestellt.

## Einsätze
Das Torpedoboot der DDR-Volksmarine mit der Nummer 844 und dem Namen Wilhelm Bänsch lief am 31. August 1968 von Darßer Ort aus, um die fälschlicherweise in dem Seegebiet vermutete Fregatte Karlsruhe der Bundesmarine zu beschatten. Bei dichtem Nebel geriet das Boot in der Kadetrinne vor die schwedische Eisenbahnfähre Drottningen, wurde gerammt und sank. Sieben Seeleute der Volksmarine starben.

## Varianten
- 183-A: Hülle mit Arktilit (Plastik) beschichtet (ein Boot)
- 183-T: (P-8-Klasse) Test eines CODAG-Antriebs mit zusätzlicher Gasturbine (4000 PS). Die Maximalgeschwindigkeit lag bei etwa 50 kn
- 183-TK: (P-10-Klasse) Serienversion mit CODAG-Antrieb (25 Boote)
- 183-U: Version mit vier Torpedorohren und neuem Dieselmotor. Die Verdrängung stieg auf 92 t
- 183-TU: Entwurf einer Version mit vier Torpedorohren und COGAG-Antrieb
- 183-T2: Entwurf einer Version mit vier Torpedorohren und einem zusätzlichen 25-mm-Geschütz
- 183-Z: Ferngesteuerte Version zur Zieldarstellung
- 183-SCH: Stabsversion, nähere Angaben sind nicht verfügbar
- 183-S: Prototyp eines Raketenschnellbootes
- 183-R: weltweit erstes in Serie gebautes Raketenschnellboot, siehe Komar-Klasse
- 199: (MO-VI-Klasse), U-Jagd-Boote mit Sonar
- 183-JA2:, 183-JA3 Entwürfe mit neuen leichten Dieselmotoren vom Typ M-503

## Lizenzbauten
Mehr oder weniger modifizierte Boote des Projekts 183 wurden in mehreren Ländern gebaut, so beispielsweise in Polen (Projekt 664), China und Nordkorea.

## Derzeitiger Status
Es sind keine Schnellboote dieses Types mehr im Einsatz, allerdings waren 2004 in Nordkorea noch Raketenschnellboote des Projekts 183-R im Einsatz. Ein Boot des polnischen Projekts 664 befindet sich im Museum Weißer Adler in Skarżysko-Kamienna.

## Belege und Verweise

### Bemerkungen
1. ↑  Auch unter der Bezeichnung „Almas“ bekannt.